# Спеціальна доставка (фільм, 1922)
Спеціальна доставка (англ. Special Delivery) — американська короткометражна кінокомедія Роско Арбакла 1922 року з Аль Ст. Джоном в головній ролі. Це був перший фільм Арбакла як режисера, хоча і без титрів, після того, як його виправдали у справі про ненавмисне вбивство Вірджинії Раппе. Копія фільму зберігається у кіноархіві Музею сучасного мистецтва.

## Сюжет
Як описано в кіножурналі, Елу доручають передати по радіо повідомлення певному бізнесмену. Банда зловмисників намагається схопити його і викрасти повідомлення. Після тривалої погоні з використанням трюкового велосипеда Ела, сонячних левів студії "Фокс" і сцен на даху високої будівлі, Ел благополучно доставляє повідомлення, а бандитів заарештовують.

## У ролях
- Аль Ст. Джон

- Вернон Дент
- Біллі Енгль
- Тайні Ворд